# Garhmukteshwar
Garhmukteshwar é uma cidade e um município no distrito de Ghaziabad, no estado indiano de Uttar Pradesh.

## Demografia
Segundo o censo de 2001, Garhmukteshwar tinha uma população de 33,432 habitantes. Os indivíduos do sexo masculino constituem 54% da população e os do sexo feminino 46%. Garhmukteshwar tem uma taxa de literacia de 50%, inferior à média nacional de 59.5%: a literacia no sexo masculino é de 58% e no sexo feminino é de 41%. Em Garhmukteshwar, 17% da população está abaixo dos 6 anos de idade.